# Ince (Cheshire)
Pour les articles homonymes, voir Ince.
Ince est une paroisse civile et un village du Cheshire, en Angleterre.